# Günther Schörner
Günther Schörner (* 28. Januar 1960 in Oberkotzau) ist ein deutscher Klassischer Archäologe.

## Leben
Günther Schörner besuchte das Jean-Paul-Gymnasium in Hof und erlangte dort 1979 sein Abitur. Nach dem Wehrdienst studierte er von 1981 bis 1987 Klassische Archäologie, Christliche Archäologie, Kunstgeschichte, Alte Geschichte und Ur- und Frühgeschichte an der Universität Erlangen-Nürnberg. Dort wurde er 1991 mit einer Arbeit zum Thema Römische Rankenfriese. Untersuchungen zur Baudekoration der späten Republik und der frühen und mittleren Kaiserzeit im Westen des Imperium Romanum promoviert. 1991/92 war Schörner als Inhaber des Reisestipendiums des Deutschen Archäologischen Instituts im Mittelmeerraum unterwegs. 1993 wurde er wissenschaftlicher Assistent an der Universität Jena, wo er sich 1999 im Fach Klassische Archäologie mit der Arbeit Votive im römischen Griechenland. Untersuchungen zur späthellenistischen und kaiserzeitlichen Kunst- und Religionsgeschichte habilitiert wurde und danach bis 2000 wissenschaftlicher Mitarbeiter war und 2000 wissenschaftlicher Oberassistent wurde. 2001 war er erneut Stipendiat des Deutschen Archäologischen Instituts und als solcher in den Vereinigten Staaten unterwegs. 2004 wurde Schörner Hochschuldozent in Jena, 2006 wieder wissenschaftlicher Mitarbeiter. Ab dem 1. April 2010 lehrte er als Professor am Institut für Klassische Archäologie der Universität Erlangen-Nürnberg, seit 1. September 2011 ist er Universitätsprofessor für Klassische Archäologie an der Universität Wien.
Schörner beschäftigt sich mit den Kulten und den ländlichen Siedlungen im Römischen Reich, mit der Romanisierung, der Griechischen Malerei sowie der Griechischen Kultikonographie. In Nordetrurien nahm er bis 2010 an Ausgrabungen des ländlichen Siedlungsplatzes Il Monte teil, seit 2011 führt er archäologische Forschungen am Fundplatz Molino San Vincenzo durch. In Jordanien führte er von 2014 bis 2017 ein Forschungsprojekt zur Landschaftsentwicklung und -rekonstruktion in der Dekapolis-Region durch und betreibt zudem seit 2015 archäologische Surveys in der Toskana. 
Verheiratet ist er mit der Klassischen Archäologin Hadwiga Schörner.

## Schriften (Auswahl)
- Römische Rankenfriese. Untersuchungen zur Baudekoration der späten Republik und der frühen und mittleren Kaiserzeit im Westen des Imperium Romanum (= Beiträge zur Erschließung hellenistischer und kaiserzeitlicher Skulptur und Architektur. Band 15). von Zabern, Mainz 1995, ISBN 3-8053-1733-6.
- Votive im römischen Griechenland. Untersuchungen zur späthellenistischen und kaiserzeitlichen Kunst- und Religionsgeschichte (= Altertumswissenschaftliches Kolloquium. Band 7). Steiner, Stuttgart 2003, ISBN 3-515-07688-3.
- mit Hans Rupprecht Goette: Die Pan-Grotte von Vari (= Schriften zur historischen Landeskunde Griechenlands. Band 1). von Zabern, Mainz 2004, ISBN 3-8053-3363-3.

als Herausgeber
- mit Angelika Geyer und Verena Paul-Zinserling: Der Jenaer Maler. Eine Töpferwerkstatt im klassischen Athen. Fragmente attischer Trinkschalen der Sammlung antiker Kleinkunst der Friedrich-Schiller-Universität Jena. Reichert, Wiesbaden 1996, ISBN 3-88226-864-6
- Romanisierung – Romanisation. Theoretische Modelle – praktische Fallbeispiele (= BAR International Series. Band 1427). Oxford 2005.
- mit Darja Šterbenc Erker: Medien religiöser Kommunikation im Imperium Romanum (= Potsdamer Altertumswissenschaftliche Beiträge. Band 24). Steiner, Stuttgart 2008, ISBN 978-3-515-09188-6.
- Leben auf dem Lande. 'Il Monte' bei San Gimignano: Ein römischer Fundplatz und sein Kontext. Phoibos, Wien 2013, ISBN 978-3-85161-092-5.
- mit Katharina Meinecke: Akten des 16. Österreichischen Archäologentages am Institut für Klassische Archäologie der Universität Wien vom 25. bis 27. Februar 2016 (= Wiener Forschungen zur Archäologie. Band 17). Phoibos, Wien 2018, ISBN 978-3-85161-182-3.
- mit Julia Kopf: 1869–2019. 150 Jahre Klassische Archäologie an der Universität Wien. Phoibos, Wien 2021, ISBN 978-3-85161-247-9.
- mit Peter Attema: The rural foundations of the Roman economy. New approaches to Rome’s ancient countryside from the archaic to the early imperial period. Panel 11.1 (= Proceedings of the 19th International Congress of Classical Archaeology. Band 50). Propylaeum, Heidelberg 2022 (online).